# Cantó de Royan-Est
El cantó de Royan-Est és un cantó francès del departament del Charente Marítim, al districte de Rochefort. Compta amb la comuna Saint-Georges-de-Didonne i part del de Royan.
| Data d'elecció                           | Identitat           | Partit                     | Qualitat |
| ---------------------------------------- | ------------------- | -------------------------- | -------- |
| 1949-1955                                | M. Métadier         | RPF, després divers droite |          |
| 1955-1969                                | Charles Regazzoni   | radical                    |          |
| 1969-1985                                | Jean Papeau         | PCF                        |          |
| 1985-                                    | Dominique Bussereau | UDF, després UMP           |          |
| les dades anteriors no són pas conegudes |                     |                            |          |
|                                          |                     |                            |          |

| A partir de 1990: Població sense dobles comptes |